# Xperia
 (novembre 2012).
Si vous disposez d'ouvrages ou d'articles de référence ou si vous connaissez des sites web de qualité traitant du thème abordé ici, merci de compléter l'article en donnant les références utiles à sa vérifiabilité et en les liant à la section « Notes et références ».
Xperia est la gamme de smartphones et tablettes appartenant à Sony.
Depuis 2010, tous les produits Xperia ont Android comme système d'exploitation.
Des tablettes ont fait partie de la gamme Xperia de 2012 à 2015. Il y a également eu une montre connectée en 2014, ainsi qu’en 2017, un projecteur intelligent et l’assistant connecté Xperia Hello au Japon.

## Histoire
La ligne est fabriquée depuis 2008 d'abord par Sony Ericsson, puis elle a été reprise par Sony Mobile en 2012.
Le nom Xperia est dérivé du mot « expérience », utilisé la première fois dans le slogan du Xperia X1 : « I (Sony Ericsson) Xperia best ».
Le Sony Ericsson Xperia X1 est le premier produit de la gamme Xperia, sorti en 2008. Ce smartphone haut de gamme fonctionne sous Windows Mobile. Le X2 sorti l'année suivante fonctionne aussi avec Windows Mobile. Le Xperia X10 sorti en mars 2010 est le premier produit Xperia à fonctionner sous Android.

## Liste de modèles

### Modèles Sony Ericsson

#### 2008
- Xperia X1[3]

#### 2010
- Xperia X2[4]
- Xperia X8
- Xperia X10
  - X10 Mini
  - X10 Mini pro

#### 2011
- Xperia Arc
- Xperia Play
- Xperia Pro
- Xperia Kyno/Neo
- Xperia Mini Pro
- Xperia Ray
- Xperia arc S
- Xperia Kyno V/Neo V
- Xperia Active

### Modèles Sony

#### 2012
- Xperia S
- Xperia sola
- Xperia U
- Xperia P
- Xperia neo L
- Xperia go
- Xperia Acro HD / acro S
- Xperia ion
- Xperia tipo dual
- Xperia tipo
- Xperia miro
- Sony Xperia miro
- Xperia Tablet S
- Xperia T
- Xperia TX
- Xperia J
- Xperia V

#### 2013
- Xperia Z[5]
- Xperia ZL[6]
- Xperia Z Tablet[7]
- Xperia E[8]
- Xperia L[9]
- Xperia SP[10]
- Xperia M[11]
- Xperia ZR[12]
- Xperia Z Ultra[13]
- Xperia Z1[14]
- Xperia Z1f

#### 2014
- Xperia Z1 Compact
- Xperia Z2
- Xperia Z2 Tablet
- Xperia E1
- Xperia M2
- Xperia M2 Aqua
- Xperia T2 Ultra
- Xperia E3
- Xperia T3
- Xperia Z3[15]
- Xperia Z3 Compact[16]
- Xperia Z3 Tablet Compact
- Xperia Z3v

#### 2015
- Xperia Z4 Tablet[17]
- Xperia E4[18]
- Xperia E4g
- Xperia C4[19]
- Xperia M4 Aqua[20]
- Xperia Z4/Z3+[21]
- Xperia C5 ultra
- Xperia C5 ultra dual[22]
- Xperia M5[23]
- Xperia Z5[24]
- Xperia Z5 (Hatsune Miku Edition)
- Xperia Z5 Compact[25]
- Xperia Z5 Premium[26]

#### 2016
- Xperia E5[27]
- Xperia X[28],[29]
- Xperia X Performance[30]
- Xperia XA[31]
- Xperia XA Ultra[32],[33]
- Xperia XZ[34],[35]
- Xperia X Compact[36]

#### 2017
- Xperia XA1[37]
- Xperia XA1 Ultra[38]
- Xperia XZ Premium
- Xperia L1
- Xperia XA1 Plus[39]
- Xperia XZ1
- Xperia XZ1 Compact
- Xperia XZs

#### 2018
- Xperia XA2
- Xperia XA2 Ultra
- Xperia L2
- Xperia XZ2
- Xperia XZ2 Compact
- Xperia XA2 Plus
- Xperia XZ2 Premium
- Xperia XZ3

#### 2019
Les modèles 1, 10 et 10 Plus ont des écrans au format 21/9.
- Xperia 1[40]
- Xperia 10
- Xperia 10 Plus
- Xperia L3
- Xperia 5

#### 2020
Tous les modèles ont un écran au format 21/9.
- Xperia 1 II (mark II) avec une qualité de photo et de vidéo amélioré. Sortie en juillet 2020[41].
- Xperia 10 II
- Xperia L4
- Xperia 5 II

#### 2021
- Xperia 1 III
- Xperia 5 III (modèle compact)
- Xperia 10 III

#### 2022
- Xperia 1 IV
- Xperia 10 IV
- Xperia 5 IV (modèle compact)

#### 2023
- Xperia 1 V
- Xperia 10 V
- Xperia 5 V

Sur le marché Européen les versions 10 V et 5V ne sont pas proposés officiellement par Sony (boutique officielle). De fait la majorité des plates-formes (Amazon, CDiscount...), des magasins officiels français ne vendent pas ce modèle puisque aucun SAV n'es assuré en Europe.

#### 2024
- Xperia 1 VI
- Xperia 10 VI

Sur le marché Européen la version 10VI n'es pas proposés officiellement par Sony (boutique officielle). De fait la majorité des plates-formes (Amazon, CDiscount...), des magasins officiels français ne vendent pas ce modèle puisque aucun SAV n'es assuré en Europe.